# Delmar Brown
Delmar Brown (1954 - ca. 1 april 2017) was een Amerikaanse pianist, organist, keyboard-speler, zanger en componist in de popmuziek, wereldmuziek, jazz en fusion. 
Zijn muzikale loopbaan begon in Bloomington (Illinois), waar hij pianist, organist en koorlid was in een kerk. Hij studeerde aan Berklee College of Music en werkte later samen met grote jazznamen. Hij was lid van het orkest van Gil Evans, toetsenist in de band van Jacco Pastorius en keyboardspeler bij Miles Davis . Hij speelde mee op opnames van onder meer Pat Martino, Chico Freeman (met Brainstorm), James Blood Ulmer en Daryll Dobson. Ook werkte hij met popmusici als Sting (groepslid rond 1987), Youssou N'Dour en Peter Gabriel. De laatste jaren had hij een eigen band, The Delmar Brown World Pop Experience, waarmee hij wat hij noemde worldpop speelde.

## Discografie (selectie)
als leider:
- Fully Loaded, Crazz, 1996
- Do You Believe?, Apache Ranch, 2010

als sideman:
met Pat Martino:
- Joyous Lake, 1977
- Stone Blue, 1998
- First Light, 1999

met Sting
- Last Session, 1987

met Jacco Pastorius
- Live in New York City (verschillende albums)

met James Blood Ulmer
- Blues Preacher, 1992

met Miles Davis & Quincy Jones
- Live at Montreux, 1993

met Gil Evans
- The Real Birth of the Cool: Studio Recordings, 2000
- Live at Umbria Jazz, Vol. 1 & Vol. 2, 2001